# Stephansdom
Stephansdom på Stephansplatz  er Wiens romersk-katolske domkirke. Kirken er viet til Sankt Stefan, som kaldes "den første martyr". Kirken er 107 meter lang og 34 meter bred, og den er overvejende i gotisk stil med visse romanske træk. Pummerinklokken, der er Østrigs største kirkeklokke, hænger i domkirkens nordlige kirketårn.

## Historie
Katedralen blev bygget i 1147 som en hovedkirke og blev ombygget og udbygget gennem århundrederne. De største ombygninger skete i 1511. 
På trods af bombeangreb og gadekampe mellem tyske og sovjetiske tropper i byen under 2. verdenskrig undgik domkirken større skader. Den 10. april 1945 blev der hejst et hvidt flag op i klokketårnet. Byens tyske kommandant Sepp Dietrich befalede alligevel at "smide hundrede granater og indhylle den i flammer og aske" Den tyske kaptajn Gerhard Klinkicht adlød ikke denne ordre. Tyskerne var ved at forlade byen på grund af de sovjetiske troppers fremmarch. I domkirken er der nu en mindeplade for kaptajnen.
Om aftenen den 11. april 1945 plyndrede nogle civile østrigere boderne på Stephansplatz. De satte ild til boderne og gnister herfra antændte domkirken. Loftet og kirketårnet brændte helt ud. På grund af den militære situation var det umuligt at slukke branden. Pummerinklokken styrtede til jorden. Det værdifulde Walcker-orgel fra 1886 blev ødelagt af det brændende tag over det vestlige galleri.

## Taget
Domkirkens tag er et  majolikatag og er lagt i et spektakulært mønster. Tagstenene er glaserede teglsten, som er meget vejrbestandige, vedligeholdelsesfrie og lette at renholde. Denne form for glaserede kakler eller tegl kendes fra bl.a. Majolikahaus  i Wien.